# Andrea Bendewald
Andrea Bendewald (New York, 4 marzo 1970) è un'attrice statunitense.

## Filmografia parziale

### Cinema
- Romantici equivoci (Picture Perfect), regia di Glenn Gordon Caron (1997)
- The Thin Pink Line, regia di Joe Dietl e Michael Irpino (1998)
- Amy's O - Finalmente l'amore (Amy's Orgasm), regia di Julie Davis (2001)
- Un corpo da reato (One Night at McCool's), regia di Harald Zwart (2001)
- L'impiegato del mese (Employee of the Month), regia di Mitch Rouse (2004)
- Stick It - Sfida e conquista (Stick It), regia di Jessica Bendinger (2006)
- Gala & Godfrey, regia di Kristin Ellingson (2016)
- Murder Mystery, regia di Kyle Newacheck (2019)

### Televisione
- Simon - serie TV, 16 episodi (1995-1996)
- Susan - serie TV, 48 episodi (1997-1999)
- Five - film TV (2011)
- Browsers - film TV (2013)
- Call Me Crazy: A Five Film - film TV (2013)
- Legit - serie TV, 6 episodi (2013-2014)
- The Morning Show - serie TV, 9 episodi (2019-2021)

## Vita privata
Dal 2001 è sposata con l'attore Mitch Rouse. I due hanno due figli.